# Enhanced Messaging Service
L'Enhanced Messaging Service, in italiano servizio di messaggistica avanzata, abbreviato EMS, è un'estensione dello standard SMS. I telefoni che supportano EMS possono inviare e ricevere messaggi contenenti testo formattato, disegni e suoni.
Dal punto di vista tecnico EMS è un'estensione di livello applicazione. La tecnologia alla base dei messaggi EMS è cioè la stessa degli SMS, quello che cambia è il modo in cui viene interpretato il contenuto del messaggio. Questo significa che per la rete telefonica non vi è distinzione fra messaggi EMS e messaggi SMS e che tutti i telefoni in grado di ricevere SMS possono ricevere EMS, solo non sono in grado di visualizzarli correttamente.
EMS è una via di mezzo fra SMS e MMS, nata da una collaborazione fra diverse società (fra cui Ericsson, Motorola, Siemens, Samsung ed Alcatel).